# Серебряный, Сергей Дмитриевич
Серге́й Дми́триевич Сере́бряный (род. 22 января 1946, Москва, СССР) — советский и российский индолог, специалист по истории индийской литературы и культуры, истории философии, сравнительной культурологии; переводчик. Кандидат филологических наук, доктор философских наук, многолетний сотрудник Института мировой литературы им. А.М. Горького.

## Биография
В 1973 году в Институте мировой литературы имени А. М. Горького АН СССР защитил диссертацию на соискание учёной степени кандидата филологических наук по теме «Творчество Видьяпати Тхакура и бенгальская вишнуитская поэзия» (специальность 10.01.06 Литература народов зарубежных стран Азии и Африки).
В 2003 году в РГГУ защитил диссертацию на соискание учёной степени доктора философских наук по теме «Проблемы понимания индийской культуры» (специальность 09.00.03 «история философии»).
С 1992 года преподаёт в РГГУ. С 2006 года — директор Института высших гуманитарных исследований им. Е. М. Мелетинского РГГУ. Также является членом учёного совета и диссертационных советов РГГУ и членом Российской ассоциации востоковедов. Входил в состав редакционной коллегии журнала «Восток».
Автор более 100 печатных работ. Один из авторов «Большой российской энциклопедии».

## Научные труды

### Монографии
- Серебряный С. Д. Роман в индийской культуре Нового времени. М.: РГГУ, 2003. 216 с. (Чтения по истории и теории культуры. Вып. 37).
- Серебряный С. Д. О «советской парадигме» (заметки индолога). М.: РГГУ, 2004. 76 с. (Чтения по истории и теории культуры. Вып. 43) (перевод на английский: On the «Soviet Paradigm» (remarks of an Indologist)/ S.Serebriany // Studies in East European Thought ; 2005. — Vol. 57, Issue 2. — Р. 93-138.)

### Статьи
- Серебряный С. Д. Интерпретация формулы В. Я. Проппа (в связи с её приложением к индийским сказкам) // Типологические исследования по фольклору. Сборник статей памяти В. Я. Проппа (1895—1970). М.: Наука, 1975. С. 293—302.
- Серебряный С. Д. Литературные искания «эпохи Двиведи» // Художественные направления в инд. литературе XX в. Поэзия хинди. М.: Наука, 1977. С. 200—225.
- Серебряный С. Д. Формулы и повторы в «Рамаяне» Тулсидаса (К постановке проблемы) // Памятники книжн. эпоса. Стиль и типологические особенности. М.: Наука, 1978. С. 106—140.
- О некоторых аспектах понятий «автор» и «авторство» в истории индийских литератур // Литература и культура древней и средневековой Индии: сб. ст. / АН СССР, Ин-т востоковедения; отв. ред. Г. А. Зограф, В. Г. Эрман. М.:Наука, 1979. С. 150—182.
- Серебряный С. Д. Видьяпати / отв. ред. П. А. Гринцер; АН СССР, Ин-т мировой лит. им. А. М. Горького, Ин-т востоковедения. М.: Наука, 1980. 236 с. (Писатели и мыслители Востока).
- Серебряный С. Д. «Своё» и «чужое» в новом индийском романе // Генезис романа в литературах Азии и Африки. М.: Наука, 1980. С.231-250.
- Серебряный С. Д., Дамдинсурэн Ц. «Обрамлённые повести» в Индии и у монгольских народов // Литературные связи Монголии. М.: Наука, 1981. С.130-150.
- Серебряный С. Д. К анализу поэтики санскритской кавьи (на материале поэмы Калидасы «Облако-вестник») // Вост. поэтика. Специфика художественного образа. М.: Наука, 1983. С. 109—120.
- Серебряный С. Д., Сараскина Л. И. Ф. М. Достоевский и Р. Тагор (историческая типология, литературные влияния) // Восток — Запад: Исследования. Переводы. Публикации / [редкол.: М. Л. Гаспаров и др.]. М.: Наука, 1985. С. 129—169.
- Серебряный С. Д. «Гитаговинда» Джаядэвы в Индии и на Западе // Классические памятники литератур Востока (в историко-функциональном освещении). М.: Наука, 1985. С.69-107.
- Серебряный С. Д. Чарья-гити — поэтический жанр в литературах Индии и Центр. Азии // Специфика жанров в литературах Центральной и Восточной Азии. М.: Наука, 1985. С. 145—155.
- Серебряный С. Д. К анализу понятия «индийская литература» // Литература и культура древней и средневековой Индии: [сб. ст.] / АН СССР, Ин‑т востоковедения; [отв. ред. Г. А. Зограф]. М.: Наука, 1987. С. 228—266.
- Серебряный С. Д. Понятие «особая литературная общность» с точки зрения индолога // Народы Азии и Африки. 1987, № 2. С.35-44 (перевод на английский язык: «Specific Communities of Literatures»: the Concept as Viewed by an Indologist // Oriental Studies in the USSR. Annual 1989. M.: Nauka, 1990. P. 114—125.)
- Серебряный С. Д. К анализу поэмы Калидасы «Облако-вестник» (Опыт сопоставления микро- и макроструктур) // Методология анализа литературного произведения. М.: Наука, 1988. С. 159—181.
- Серебряный С. Д. Раммохан Рай: религия и разум // Рационалистическая традиция и современность. Индия. М.: Наука, 1988. С. 202—224.
- Серебряный С. Д. Тоталитаризм // 50/50. Опыт словаря нового мышления. М.: Прогресс, 1989. С. 368—372.
- Серебряный С. Д. Послесловие // Сказки и легенды Бенгалии. М.: Наука, 1990. С. 250—288.
- Серебряный С. Д. Авторская индивидуальность в санскритской поэме-«подражании» («Облако-вестник» Калидасы и «Ветер-вестник» Дхои) // Поэтика средневековых литератур Востока. Традиция и творческая индивидуальность. М.: «Наследие», 1994. С.171-219.
- Серебряный С. Д. Миф — литература — история (о разных ипостасях одного сюжетного архетипа) // Мифология и литературы Востока. М.: «Наследие», 1995. С. 27-45.
- Серебряный С. Д. К истории русского словосочетания «гуманитарные науки» и его аналогов: заметки филолога // Вестник РГГУ. Вып. 3. Науки о природе и науки о духе: предмет и метод на рубеже XXI века / Под ред. Ю. Н. Афанасьева. М.: Изд. центр. РГГУ, 1996. С. 22-34.
- Серебряный С. Д. Введение // История мировой культуры: Наследие Запада: Античность. Средневековье. Возрождение: курс лекций / Рос. гос. гуманитарный ун-т; под ред. С. Д. Серебряного. — М.: РГГУ, 1998. — С. 9-36.
- Серебряный С. Д. «Лотосовая Сутра»: предисл. к первому рус. пер. /Рос. гос. гуманитарный ун-т, Ин-т высш. гуманитарных исслед. — М.: РГГУ, 1998. — 117 с. — (Чтения по истории и теории культуры; вып. 24.).
- Серебряный С. Д. «Тартуские школы» 1966—1967 годов (Заметки маргинала) // Московско-тартуская семиотическая школа. История, воспоминания, размышления / Сост. и ред. С. Ю. Неклюдова. М.: Школа «Языки русской культуры», 1998. С. 122—132.
- Серебряный С. Д. Многозначное откровение «Бхагавад-гиты» // Древо индуизма / Ин-т востоковедения, Центр инд. исслед.; отв. ред. и рук. проекта И. П. Глушкова. — М.: Вост. лит., 1999. — С. 152—194. Переиздано в: Махабхарата. Книга шестая. Бшмапарва, или Книга о Бхишме / Издание подготовил В. Г. Эрман («Литературные памятники»), М.: «Ладомир»-«Наука», 2009, с. 291—335.
- Серебряный С. Д. Испытание человека: (Пуруша-парикша) / Видьяпати; изд. подгот. С. Д. Серебряный; [Рос. акад. наук]. М.: Наука, 1999. 255 с. (Литературные памятники).
- Серебряный С. Д. Восприятие художественного творчества Льва Толстого в Индии (Южной Азии) // Лев Толстой и литературы Востока. М.: «Наследие», 2000. С. 177—213.
- Серебряный С. Д. Рабиндранат Тагор — поэт и философ // Живая традиция. К 75-летию Индийского философского конгресса. М.: Изд. фирма «Восточная литература» РАН, 2000. С. 26-64.
- Серебряный С. Д. Роман в индийской культуре Нового времени / Рос. гос. гуманитарный ун-т, Ин-т высш. гуманитарных исслед. — М.: РГГУ, 2003. 210 c. (Чтения по истории и теории культуры; вып. 37.).
- Серебряный С. Д. Индийское перевоплощение Анны Карениной (роман «Сожжение дома» Ш. Чоттопаддхая) // На семи языках Индостана. Памяти А. С. Сухочева. М.: Ин-т востоковедения РАН, 2002. С. 124—163.
- Серебряный С. Д. Ю. Н. Рерих и история отечественной индологии // Петербургский Рериховский сборник. Вып. V. СПб., 2002, с. 20-77.
- Серебряный С. Д. Обманчивые сходства: Заметки на полях русского перевода книги Умберто Эко «The Role of the Reader» // Человек — Культура — История. В честь семидесятилетия Л. М. Баткина. М.: РГГУ, 2002, с. 360—380.
- Серебряный С. Д. Бхагавад-гита X.8: проблемы интерпретации и перевода // Русская антропологическая школа. Труды. Вып. 2. М.: РГГУ, 2004. С. 191—219.
- Серебряный С. Д. Опыты стихотворного перевода санскритских строф // Smaranam : Памяти Октябрины Федоровны Волковой : сб. ст. М.: Восточная литература, 2006. С. 150—166.
- Серебряный С. Д. Наука и власть в России. Актуальные размышления над своевременной книгой: Каганович Б. С. Сергей Федорович Ольденбург. Опыт биографии. СПб.: Феникс, 2006, 252 с. // Одиссей : Человек в истории, 2007 : история как игра метафор: метафоры истории, общества и политики / Рос. акад. наук, Ин-т всеобщ. истории. М.: Наука, 2007. С. 356—376.
- Серебряный С. Д. Об анализе новеллы Алле в восьмой главе («Lector in Fabula») книги Умберто Эко «The Role of the Reader» // Вестник РГГУ. Серия «Языкознание / Московский лингвистический журнал: № 9/2». — 2007. — № 8. — С.201-214.
- Серебряный С. Д. Лотосовая сутра: многообразный мир, который мы только начинаем для себя открывать // Сутра о Бесчисленных Значениях. Сутра о Цветке Лотоса Чудесной Дхармы. Сутра о Постижении Деяний и Дхармы Бодхисаттвы Всеобъемлющая Мудрость. Изд. 2-е, испр. и доп. / Пер. с кит., комм.: А. Игнатович. Ред.: С. Серебряный . — М. : Ладомир, 2007. — С. 10-65.
- Серебряный С. Д. Строфа о «Бхагавад-гите» в «Нараянии» Меппатура Нараяны Бхаттатири // Indologica. Кн. 1 : Сборник статей памяти Т. Я. Елизаренковой . М.: РГГУ, 2008. С. 449—458.
- Серебряный С. Д. «Каталоги рек» в «Махабхарате» // Donum Paulum. Studia Poetica et Orientalia : к 80-летию П. А. Гринцера / РАН, Ин-т мир. лит. им. А. М. Горького; [редкол.: С. Д. Серебряный и др.; ред.-сост. Н. Р. Лидова]. М.: Наука, 2008. С. 299—337.
- Серебряный С. Д. Незаурядный простой советский человек // Язык до Индии доведет. Памяти А. Т. Аксенова. М.: Восточная литература, 2008, с. 92 — 100.
- Серебряный С. Д. «Махабхарата», книга шестая («Бхишма-парва»), глава первая: опыт перевода и комментарии // Русская антропологическая школа: труды. Вып. 6./ Рос. гос. гуманитарный ун-т, Ин-т «Русская антропологическая шк.». М.: РГГУ, 2009. С. 465—500.
- Серебряный С. Д. Лев Толстой в восприятии М. К. Ганди //«Вопросы литературы», 2009, № 5, с. 333—362.
- Серебряный С. Д. Российская индология в мировом контексте // Национальная гуманитарная наука в мировом контексте: опыт России и Польши. М.: Изд. дом Гос. ун-та — Высшей школы экономики, 2010. С. 179—193.
- Серебряный С. Д. О переводах слов «культура» и «цивилизация» на неевропейские языки // Европейские судьбы концепта культуры (Россия, Германия, Франция, англоязычный мир) / Материалы русско-французского коллоквиума 11-12 октября 2007 года. М.: ИМЛИ РАН, 2011. С. 24-40.

на других языках
- Serebriany S. D. Golden Gate by Vikram Seth as read by a Russian Indologist // Jadavpur Journal of Comparative Literature, 30, 1991—1992. P. 5-15.
- Serebriany S. D. Culture in Russia and Russian Culture // Russia in Search of its Future / Ed. by A. Saikal, W. Maley. Cambridge: Cambridge University Press, 1994. P.158-177.
- Serebriany S. D. The Religious and Cultural Identity of Rabindranath Tagore // Identity in Asian Literature / Ed. by Lisbeth Littrup. Richmond: Curzon Press, 1996. P. 92 — 102.
- Serebriany S. D. Marginal Notes on [W. Halbfass’s] «India and Europe» // Beyond Orientalism. The Work of Wilhelm Halbfass and its Impact on Indian and Cross-Cultural Studies. (Poznań Studies in the Philosophy of the Sciences and the Humanities. Vol. 59) Amsterdam; Atlanta: Rodopi, 1997. P. 71-101.
- Serebriany S. D. The Bhagavadgita in Russia. Notes towards the Rezeptionsgeschichte // Evam: Forum on Indian Representations.[New Delhi] Vol. 1. 2002. Р. 232—245.
- Serebriany S. D. The Most Popular Padas of Vidyāpati // Maithili Studies. Papers Presented at the Stockholm Conference on Maithili Language and Literature / Ed. by W.L. Smith. Stockholm, 2003. P.13 — 31.
- Serebriany S. D. Le roman en Russie et en Inde. Deux cas de transfert d’un objet culturel occidental dans une culture non occidentale / S. Serebriany // L’horizon anthropologique des transferts culturels. Paris, 2004. — P. 149—161.
- Serebriany S. D. Russia and India: two essays in comparative cultural and literary history // Bulletin of the Deccan College Post-graduate and research institute ; Pune, 2004. — Vol. 62-63. — P. 143—163.
- Serebriany S. D. Tolstoj et le bouddhisme // Slavica occitania; Toulouse, 2005. № 1. Р. 115—132.
- Serebriany S. D. Transfer of modern Science to Russia and India: Two Parallel Cases / S. Serebriany // Science and Spirituality in Modern India / ed. by Makarand Paranjape. New Delhi, 2006. Р. 31-40.
- Serebriany S. D. «Rūs aur Bhārat: sāhitya, cintan, itihās» («Россия и Индия: литература, мысль, история» — сборник статей на языке хинди об индийско-русских литературных и культурных связях). Нью Дели: издательство «Пракашан санстхан», 2009, 184 с.
- Serebriany S. D. Leo Tolstoy Reads Shri Ramakrishna // Russia Looks at India. A Spectrum of Philosophical Views / Edited by Marietta Stepanyants. New Delhi: Indian Council of Philosophical Research and D.K.Printworld. Publishers of Indian Traditions, 2010. Pp. 325 −351.